# Філіпп Жаккотте
Філі́пп Жаккотте́ (фр. Philippe Jaccottet; 30 червня 1925 — 24 лютого 2021) — швейцарський франкомовний поет, літературний критик та перекладач.

## Життєпис
Філіпп Жаккотте народився 30 червня 1925 року в Мудоні (Во, Швейцарія). У 1933 році його родина переїхала до Лозанни, де він вступив до гімназії, а згодом до Лозаннського університету. Першу збірку віршів написав у п'ятнадцять років. Коли йому виповнилося шістнадцять, на врученні премії Рамбера 27 червня 1941 року познайомився з швейцарським поетом Гюставом Ру, з яким вів листування з 1942 по 1976 рр. Протягом навчання в Лозанні Жакотте почав друкуватися у періодичних виданнях, зокрема в цей період з'явилася його перша п'єса «Персиваль» (1945) та вірші «Елегія» (1943—1944), «Тіням» (1944) та «Ірис» (1945). Його першу збірку було надруковано у травні 1945 року, але Жаккотте знищив наклад. У червні 1946 року отримує диплом бакалавра, того ж року, під час подорожі до Італії, знайомиться з італійським поетом Джузеппе Унгаретті, якого починає перекладати у 1948 році.
Восени 1946 року на запрошення швейцарського видавця Анрі-Луїса Мермо, з яким він познайомився в 1944 році у Лозанні, Жаккотте переїжджає до Парижу, де працює над перекладами, зокрема «Смерті у Венеції» Томаса Манна, та пише статті та рецензії. Саме в Парижі Жаккотте знайомиться з новим поколінням французьких поетів — Івом Бонфуа, Жаком Дюпеном, Андре дю Буше, Франсісом Понжем, та поступово починає знаходити свій власний голос: «Філіпп Жаккотте, що, як нам здається, не дозволяє собі замінювати власне слово якимось іншим голосом, не піддається спокусі вдаватись до драматургії, до поліфонічної вигадливості; тим більше він не відступиться від вірша, замінивши його на якесь незалежне життя на безлюдному обрії безосібної мови».
Після одруження з художницею Анн-Марі Еслер у 1953 році Жаккотте переїжджає до міста Гриньян на півдні Франції. Того ж року в видавництві Ґаллімар виходить друком його збірка «Пугач» (фр. L'Effraie), яку він вважає своїм справжнім літературним дебютом. У 1954 році народжується син Жаккотте Антуан, а у 1960 році — донька Марі. 29 червня 1956 року Жаккотте отримує премію Рамбера. Протягом 1960-х років Жаккотте працює над перекладами Фрідріха Гельдерліна та Джузеппе Унгаретті. 1968 року у видавництві Ґаллімар було опубліковано його монографію про Гюстава Ру. 1974 року помирають матір та вітчим Жаккотте. В цей же час Жаккотте познайомився з поетом П'єром Анрі Журданом.

## Нагороди
- Велика премія Французької академії за поезію (1992),
- Велика національна премія поезії (1995),
- Ґонкурівська премія з поезії (2003)
- Премія Шиллера (2010)

## Вибрані твори
- 1947 Реквієм (фр. Requiem)
- 1953 Пугач (фр. L'Effraie)
- 1956 Елементи одного сновидіння (фр. Éléments d'un songe)
- 1958 Невіглас (фр. L'Ignorant)
- 1963 Пора сівби (фр. La Semaison)
- 1969 Уроки (фр. Leçons)
- 1970 Краєвиди з відсутніми фігурами (фр. Paysages avec figures absentes)
- 1988 Прогулянка під деревами (фр. La promenade sous les arbres)

## Переклади українською
- Жаккотте Ф. Поезія 1946—1967 / З фр. пер. О. Жупанський, передм. Ж. Старобінські. — Київ: Юніверс, 2003. — 176 с.
- Жаккотте Ф. Зошит зелені: вибрані твори; пер. з франц. Дмитра Чистяка. Київ: Саміт-книга, 2020. 488 с. ISBN 978-966-986-296-9